# Klapmyds
Klapmydsen (Cystophora cristata) er en ægte sæl i rovdyrordenen. Arten er den eneste i slægten Cystophora. Den når en længde på 2,5-2,7 m og en vægt på 300-410 kg. Dyret lever i Nordatlanten op til det Arktiske Ocean. Der er enkelte observationer af arten i danske farvande.
Ungen fødes på en isflage og er op til 1,1 m lang og vejer 30 kg. Allerede efter 4-5 dage fravænnes ungen, hvilket er den korteste periode for noget pattedyr. 